# Taeniophallus nebularis
Taeniophallus nebularis — вид змій родини полозових (Colubridae). Ендемік Венесуели.

## Поширення і екологія
Taeniophallus nebularis відомі з типової місцевості, розташованої на півострові Парія. Вони живуть в гірських хмарних лісах, на висоті від 800 до 1000 м над рівнем моря.

## Збереження
МСОП класифікує цей вид як такий, що перебуває на межі зникнення. Taeniophallus nebularis загрожує знищення природного середовища.